# Siesta (film)
Siesta è un film del 1987, opera prima della regista Mary Lambert, basato sul romanzo thriller del 1979 Siesta di sangue, scritto da Patrice Chaplin. Il film è stato candidato agli Independent Spirit Award per il miglior film d'esordio.

## Trama
Il film è incentrato sulla misteriosa vicenda di una giovane e bella donna di nome Claire, risvegliatasi nei pressi dell'aeroporto di Madrid, priva di memoria e piena di tagli ed ematomi. Claire vagherà per la città alla ricerca della sua identità incontrando una serie di personaggi che l'aiuteranno a scoprire una realtà sconvolgente.